# إليكسير
إليكسير (Elixir) هي لغة برمجة حديثة ظهرت مؤخراً مبنية على تقنية تمكن من استخدام الأنترنت في الهواتف المحمولة بالفعالية الكبيرة والسرعة العالية، وهي فريدة من نوعها يمكن أن تمكن مستقبلاً من تصفح الإنترنت بشكل أسرع مثل إرسال واستقبال رسائل واتساب، فالتقنية ما زالت قيد التطوير من طرف المختصين. تم تطوير هذه اللغة من قبل خوسيه فيلام حيث كانت جزءاً من مشروع البحث والتطوير في شركة Palataformatic والذي يهدف إلى إضافة قدرة أكبر على التمدد والإنتاجية، في آلة إرلانج الافتراضية.

## أهلا بالعالم
```
iex> 
IO
.
puts
(
"Hello World!"
)

```